# Beauport

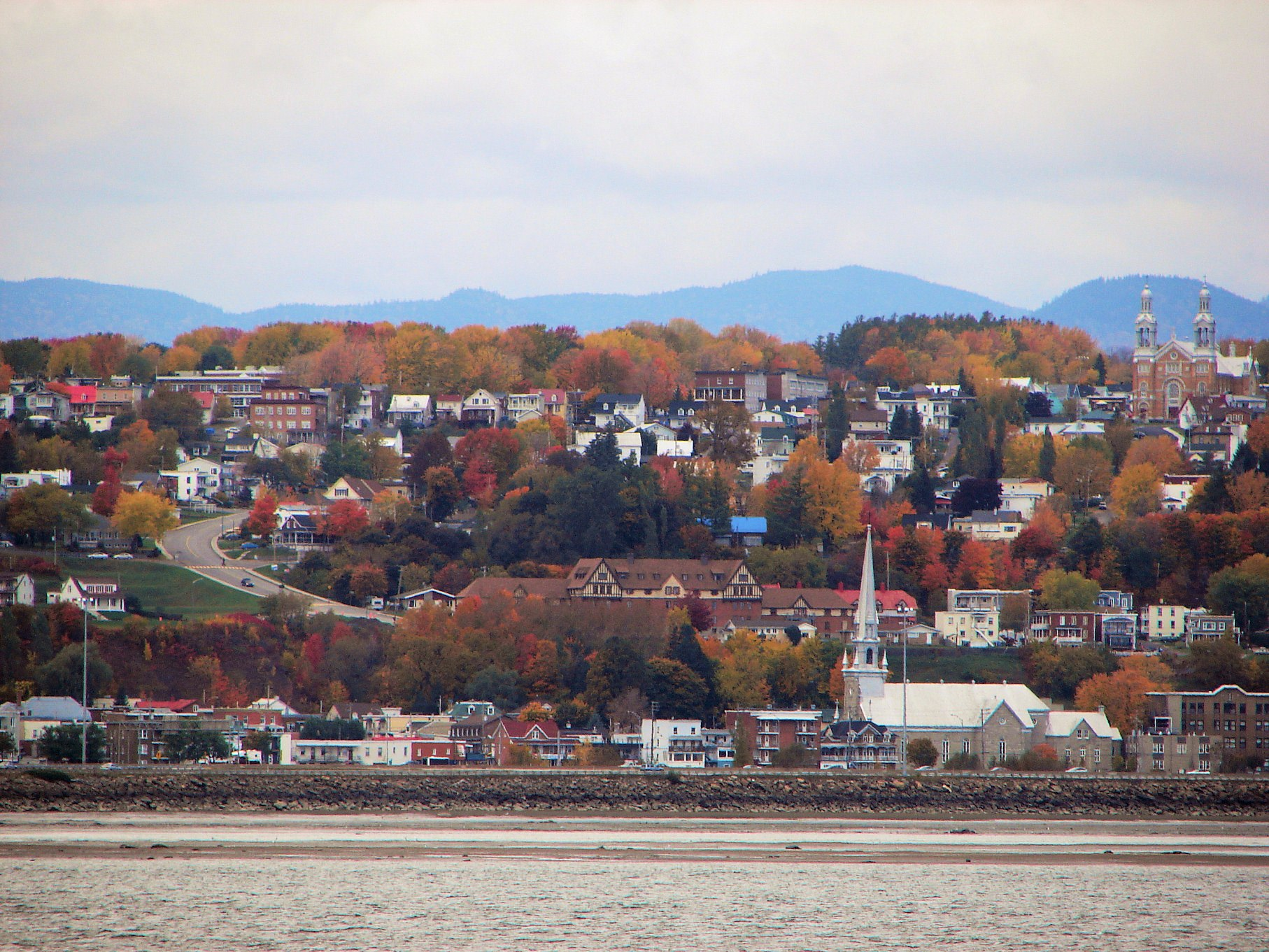
Beauport

Beauport är ett arrondissement i staden Québec i provinsen Québec i Kanada. Arrondissementet, som ligger intill Saint Lawrencefloden, hade 2001 72 813 invånare.